# Erna Frins
Erna Frins (castellà: Erna Martha Frins Pereira)  (Paysandú, 31 de desembre de 1960) és una física uruguaiana. S'exerceix com a docent i investigadora a la Universitat de la República. Va ser presidenta de la Societat Uruguaiana de Física entre 2007 i 2011.
El 2012 va guanyar el Premi L'Oréal-UNESCO per a les dones i la ciència per les seves investigacions en física del medi ambient.

## Carrera professional
Entre 1979 i 1986 va cursar estudis de Química i de Física a la Universitat de la República. El 1992 va obtenir el títol de Diplom-Physikerin a la Universitat Tècnica de Berlín, Alemanya, amb una tesi sobre les propietats de làsers sintonitzables d'estat sòlid. El 1992 va ingressar a l'Institut de Física de la Facultat d'Enginyeria de la Universitat de la República. El 1998 va completar el seu doctorat en Ciències (Dr.phil.nat), especialitat Física, a la Universitat de Frankfurt, a partir de l'estudi d'aplicacions en òptica de les fases topològiques.
Des de 1999 coordina un equip d'investigació enfocat en el desenvolupament de mètodes òptics per al monitoratge remot de l'atmosfera, a l'Institut de Física, Grup d'Òptica Aplicada, de la Universitat de la República. És docent Grau 4, Professora Agregada de la Facultat d'Enginyeria de la Universitat de la República i investigadora Grau 5 del Programa de Desenvolupament de les Ciències Bàsiques (PEDECIBA).
Des de 2004 és investigadora activa del Sistema Nacional d'Investigadors d'Uruguai.
Va ser presidenta de la Societat Uruguaiana de Física per dos períodes consecutius, entre 2007 i 2011.
El 2012 va guanyar el Premi L'Oréal-UNESCO per a les dones i la ciència, pel seu projecte «Mètodes òptics per a l'estudi d'emissions gasoses generades en l'operació de centrals tèrmiques». El projecte s'aboca a el desenvolupament d'un mètode òptic per a l'estudi de les emissions de gas a les centrals tèrmiques. La tecnologia permet situar en el temps i l'espai els gasos que contaminen l'atmosfera, situant aquests gasos en una coordenada concreta.
Ha dut a terme nombrosos projectes d'investigació en diferents àrees científiques, i compta amb més de 60 publicacions en mitjans científics.